# Ecipsa Tower
El ECIPSA Tower es un edificio de oficinas AAA, basado en un proyecto de vanguardia y realizado sobre una de las esquinas del reconocido barrio de Nueva Córdoba de la Ciudad y Provincia homónima. Ecipsa Tower cuenta con una novedosa imagen estilística a partir de la construcción de una torre de última generación que emerge de un edificio de principios de siglo cuya fachada ha sido preservada en su totalidad.
Está ubicado frente al Arzobispado de la ciudad de Córdoba, en la esquina de Av. Hipólito Yrigoyen y Obispo Trejo, en el barrio Nueva Córdoba.
Comenzó a ser construido por Grupo Ecipsa, empresa de Jaime Garbarsky, en 1998 y finalizó en el 2000. El edificio conserva la fachada original de la casona construida en 1900, la cual luego fue sede de los Tribunales Federales de Córdoba y posteriormente restaurante y pub. 
Fue una obra de gran logística e ingeniería, que demandaba precisión. El riesgo principal era el sostenimiento de la fachada, ya que era una casa antigua, alta y sin estructura de hormigón sobre la que sostenerse. Se debían ejecutar dos subsuelos en correspondencia con la fachada, sin afectarla, sin producir accidentes y con la mayor seguridad y eficiencia posible.
La excavación también fue compleja ya que no había espacio para el movimiento de grandes máquinas que sacaran el material y en el pozo todo era desmoronable.
La estructura del edificio se hizo en 20 meses, un tiempo corto contemplando las características del terreno, los dos subsuelos nuevos y el mantenimiento de la fachada. Esto implicó que se comenzara a trabajar la estructura hacia arriba cuando todavía no se había terminado de cavar el subsuelo.

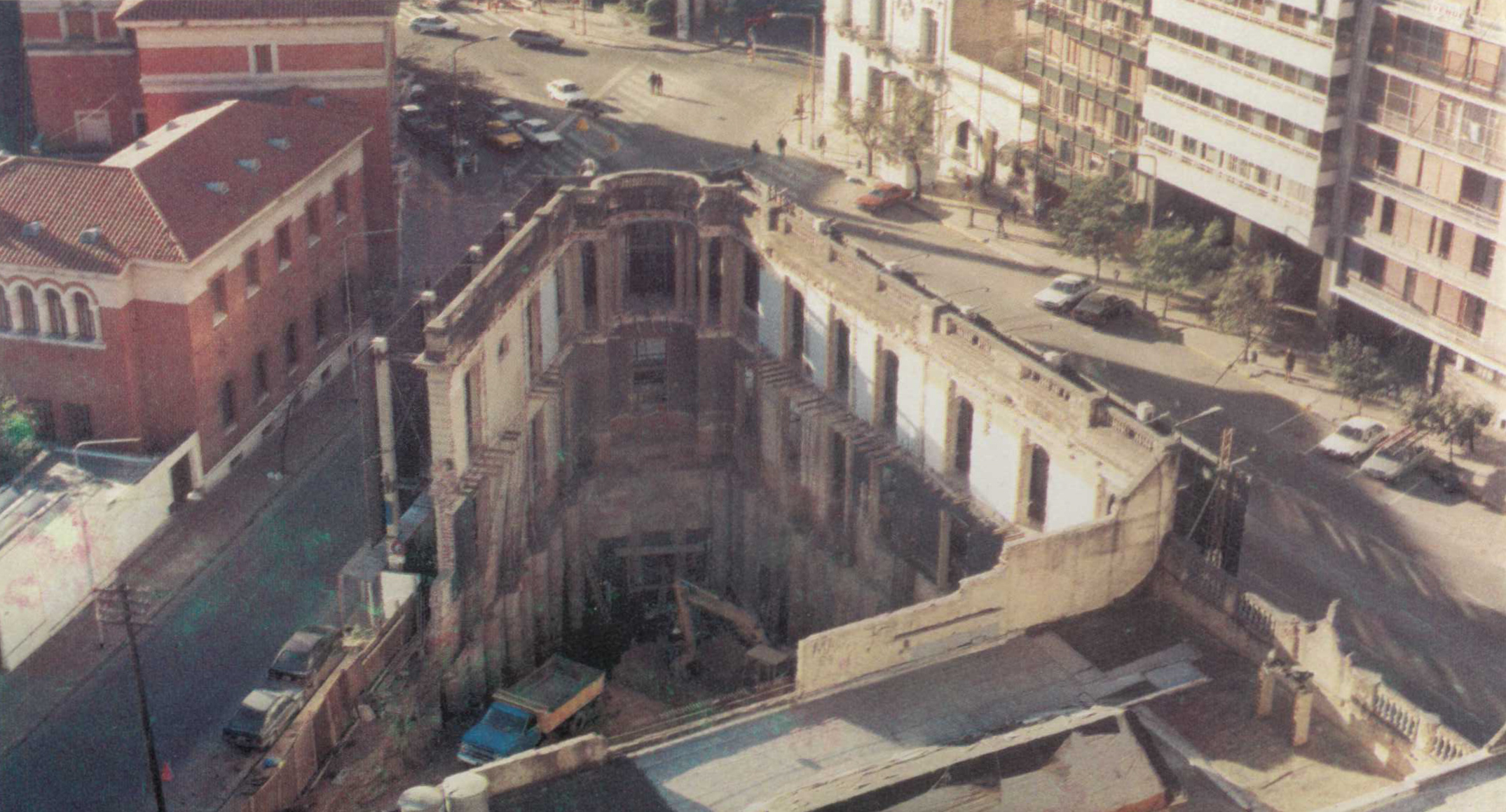
Mantenimiento de la fachada de la antigua casona.

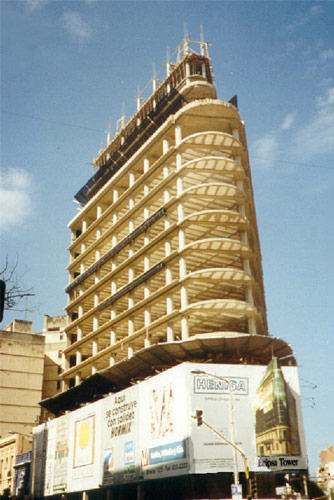
Ecipsa Tower en construcción

Al Ecipsa Tower se lo denomina también 'edificio inteligente, ya que cuenta con un sistema computarizado de control inteligente. Los servicios e infraestructura son regulados y supervisados en forma automática desde una sala de control, lo que permite optimizar el funcionamiento y consumos del edificio en general, como por ejemplo la energía eléctrica, ascensores, comunicación y sistemas de seguridad.
Con una superficie cubierta de 14 000 m² y 17 pisos, este emprendimiento fue el primer fideicomiso financiero inmobiliario del país, comercializado a través del mercado de capitales.